# Aspnäs gårdskyrka
Aspnäs gårdskyrka hör till Östervåla församling i Uppsala stift. Kyrkan ligger vid Aspnäs gård på en udde vid norra delen av sjön Tämnaren i norra Uppland.

## Kyrkobyggnaden
Kyrkobyggnaden består av ett rektangulärt långhus med rakt avslutat kor i öster. Norr om koret ligger en vidbyggd sakristia och vid långhusets västra kortsida ligger ett vapenhus med ingång. Byggnaden har en stomme av tegel och vitputsade väggar. Långhuset täcks av ett spånklätt tälttak på vars mitt finns en åttakantig spånklädd takryttare. Även vapenhus och sakristia har spånklädda yttertak.

### Tillkomst och ombyggnader
Kyrkan uppfördes i början av 1300-talet som privatkapell till godset Aspnäs och helgades åt S:t Göran. Ännu på 1700-talet fanns där en illa medfaren bild av helgonet. Byggnaden uppfördes av högrött tegel med dekorationer av gult tegel. Norra väggen var svartmålad. Numera är kyrkan vitputsad, men det är okänt när den vita putsen tillkom. Någon gång på 1500-talet brann kyrkan. Hur stora skadorna blev är inte fastställt. Kyrkans nuvarande målningar är daterade till 1595 och kom till efter denna brand. Målningarna är helt bibliska och saknar helgonbilder.

### Förfall och restaurering
Efter sista gudstjänsten 1796 fick kyrkan förfalla och tjänstgjorde som spannmålsmagasin och fårhus. År 1922 upprättade arkitekten Erik Fant ett restaureringsförslag. Inte förrän år 1962 kunde den omfattande restaureringen, under slottsarkitekten Ragnar Jonssons ledning, avslutas. Elfte söndagen efter trefaldighet, 2 september 1962 återinvigdes kyrkan av ärkebiskop Gunnar Hultgren.

## Inventarier
- Den tolvsidiga dopfunten av ek är från 1982. Funten har snidade kristna symboler målade i gult, beige, brunt, blått och grönt.
- Två ljuskandelabrar av silver i rokokostil är tillverkade 1943.
- Två krucifix skänktes till kyrkan av familjen Sandström när kyrkan återinvigdes 1962.
- Nuvarande kyrkklocka är gjuten av Bergholtz klockgjuteri i Sigtuna. Tidigare kyrkklockor är försvunna.

### Orgel
Kororgeln byggdes 1975 av Grönlunds Orgelbyggeri AB, Gammelstad. Orgeln är mekanisk och har slejflåda. Tonomfånget är på 56/27. Den togs i bruk under september månad 1975.
| Manual       | Pedal   | Koppel   |
| Gedackt 8'   | Bihängd | Man/Ped. |
| Rörflöjt 4'  |         |          |
| Principal 2' |         |          |
| Cymbel 2⁄3'  |         |          |

## Bildgalleri

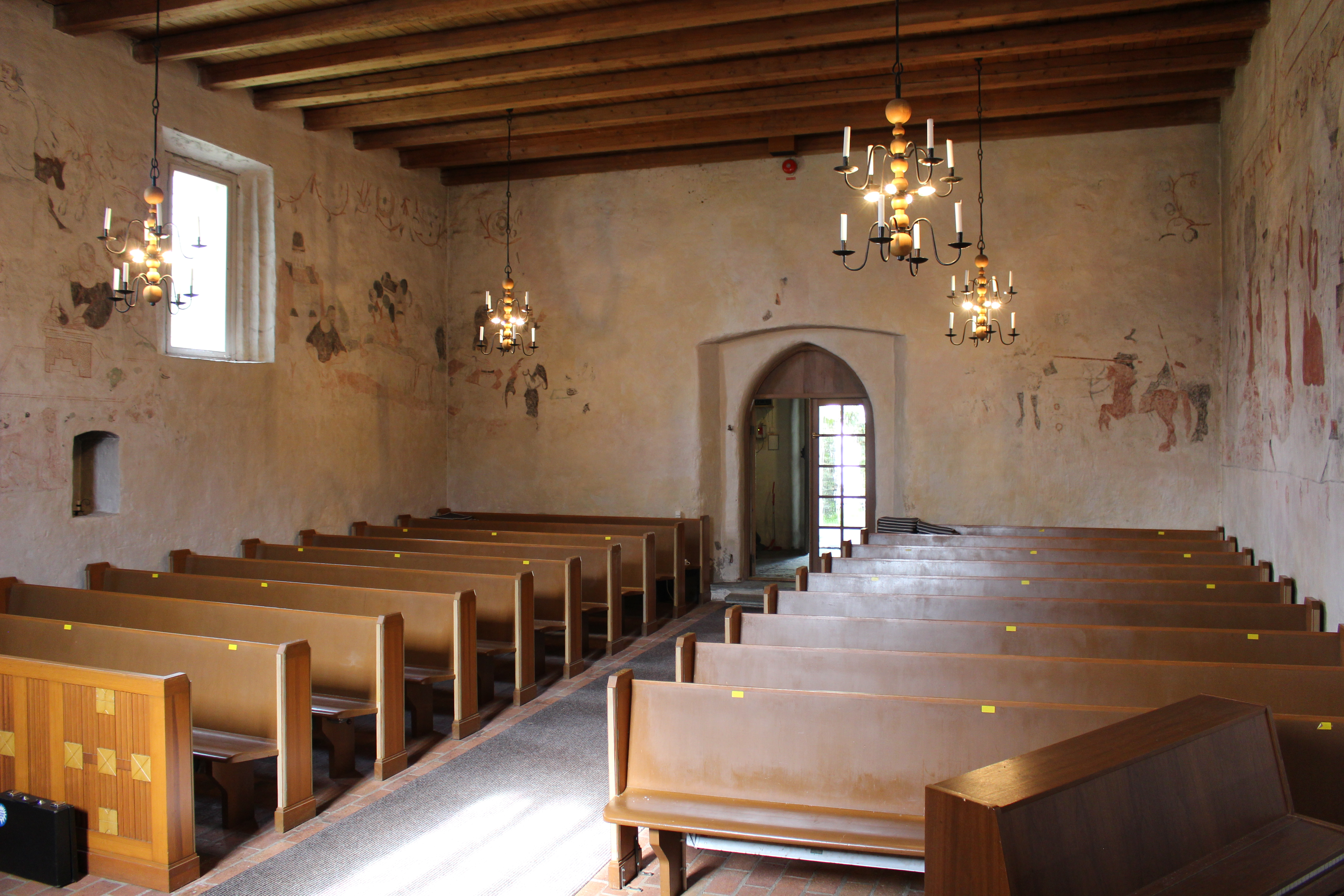
Kyrkorum mot ingång
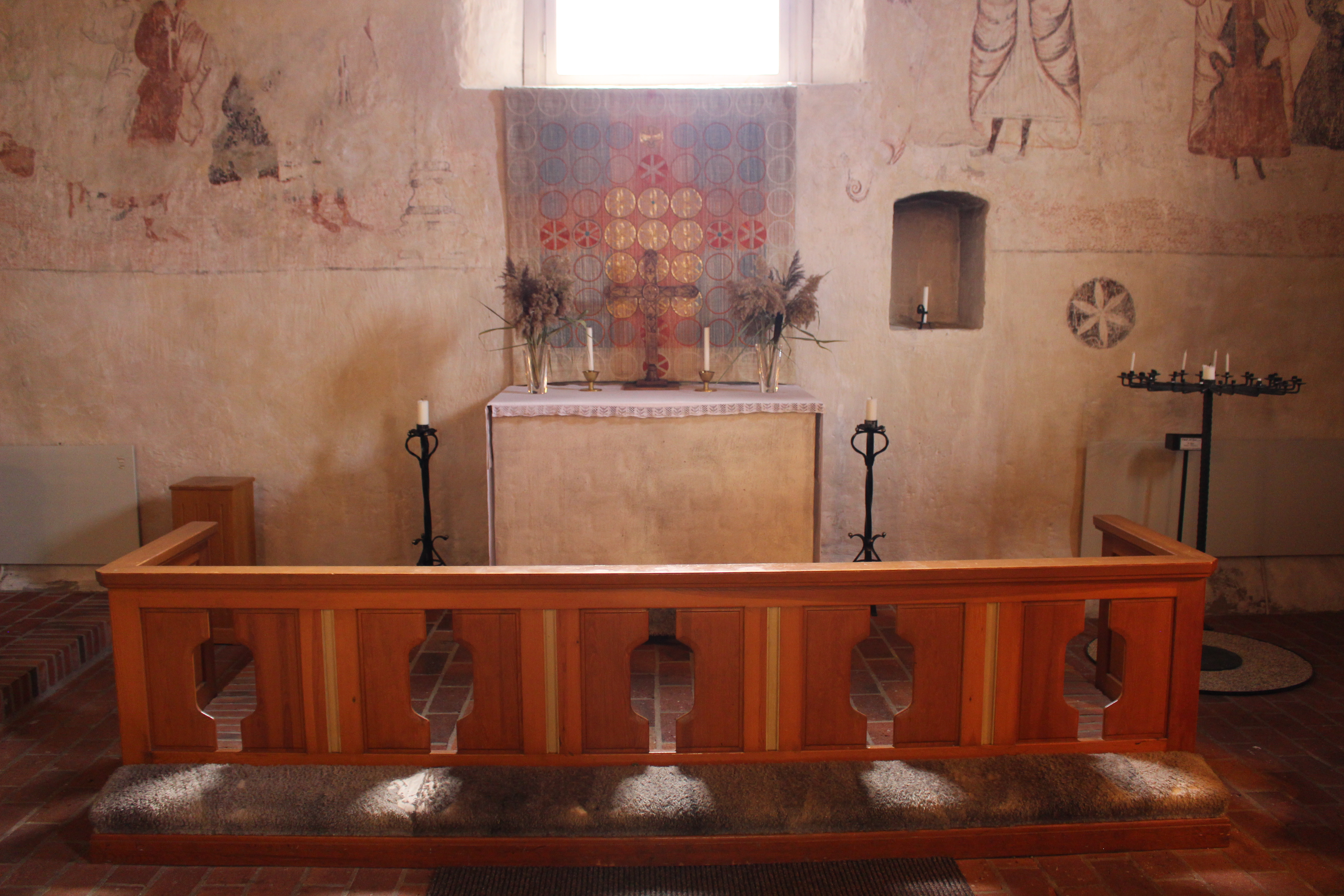
Kor med altare
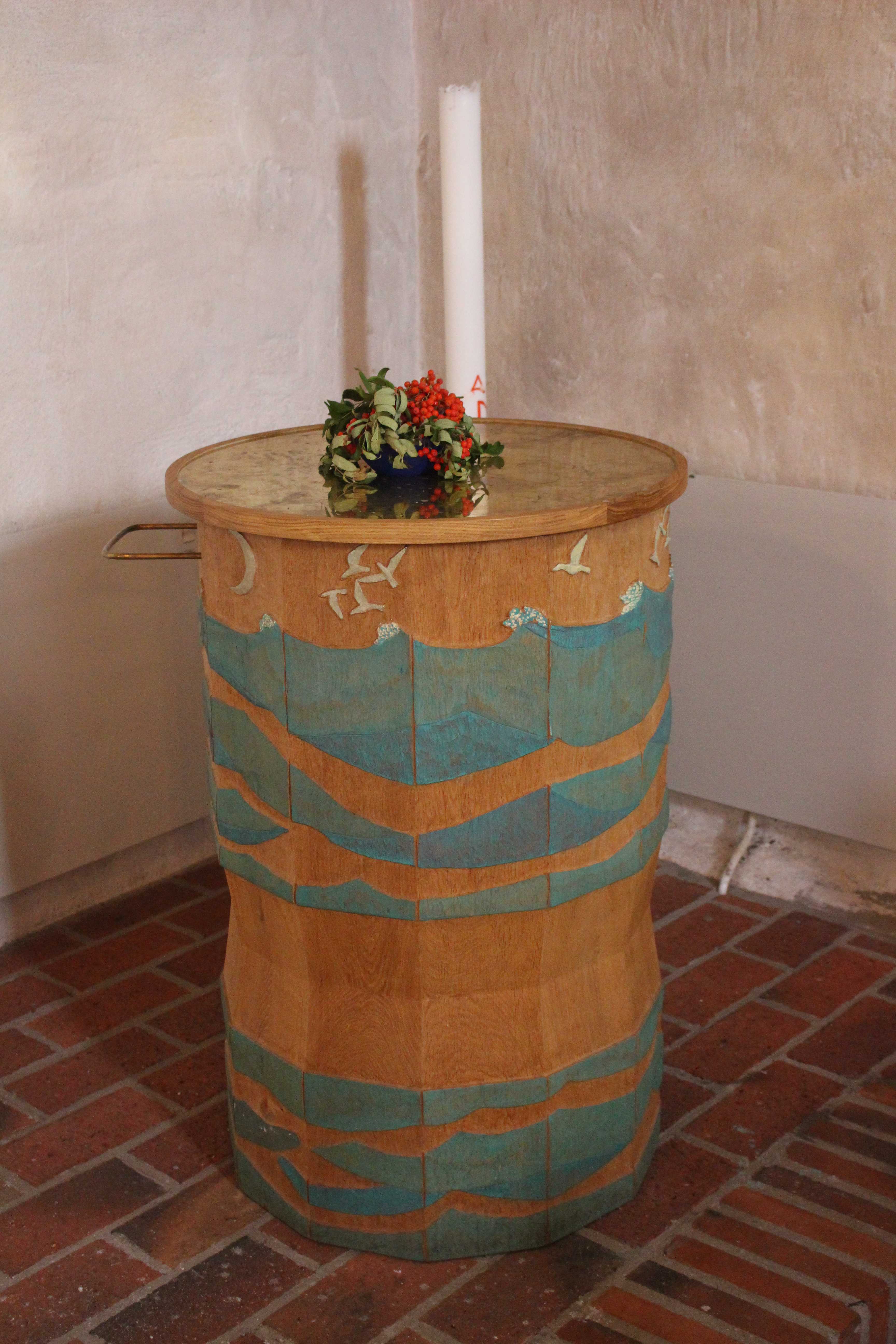
Dopfunt
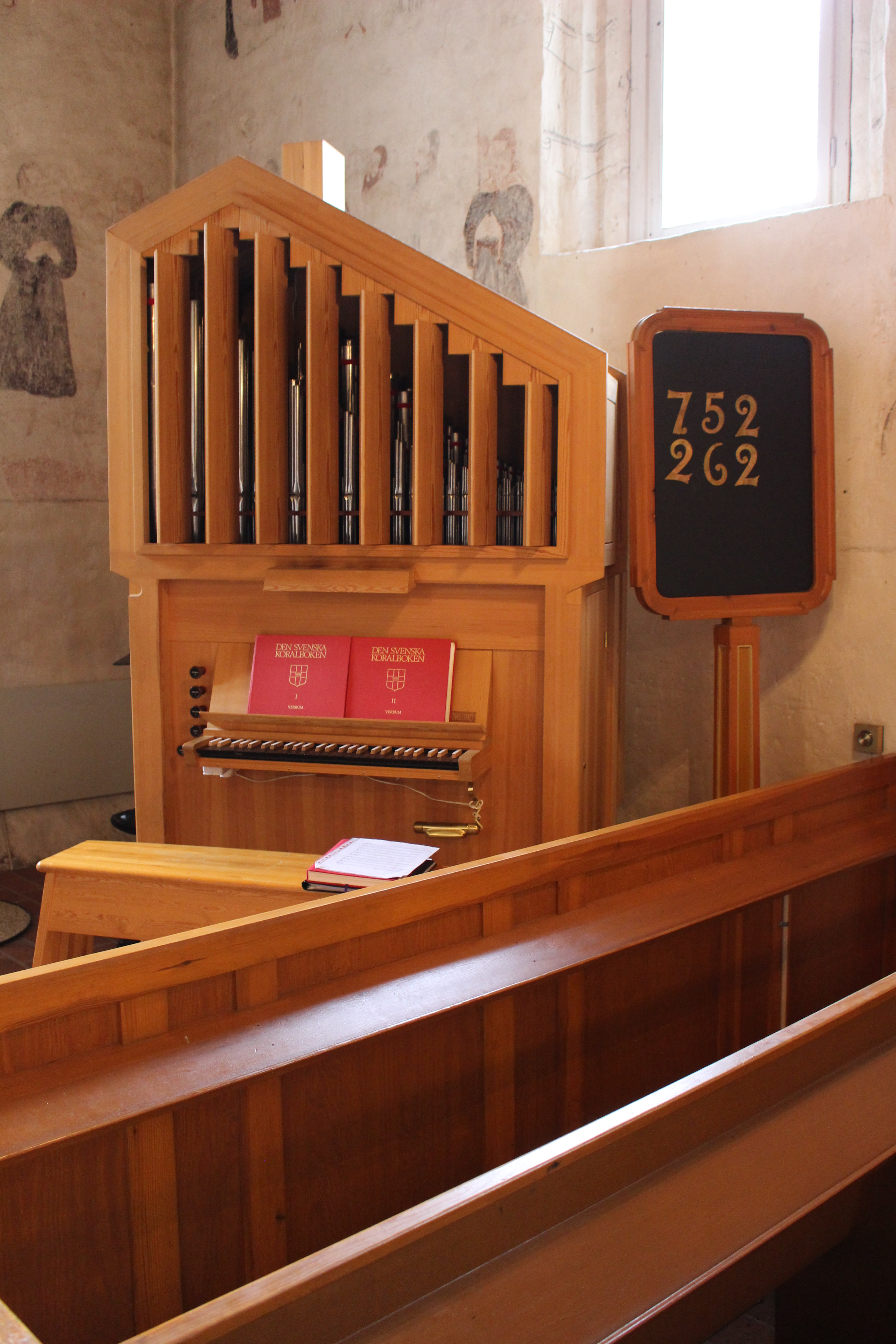
Orgel
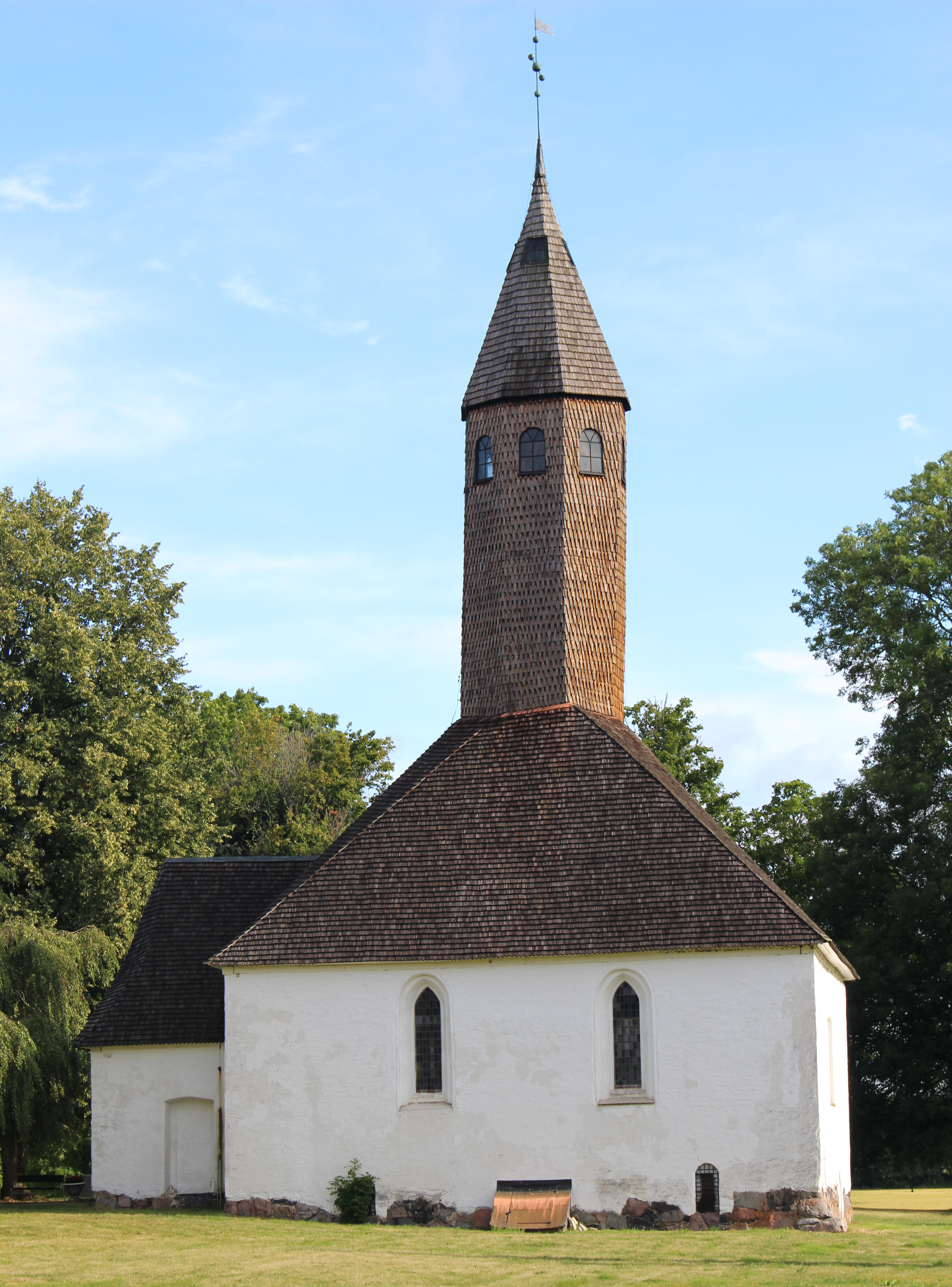
Kyrkan från söder

### Webbkällor
- Upplandia - En site om Uppland
- Aspnäs gårdskyrka, Barbro Bohman, Kyrkobeskrivning 2001-2002